# ساتوکو تاناکا
ساتوکو تاناکا (به انگلیسی: Satoko Tanaka) (زادهٔ ۳ فوریهٔ ۱۹۴۲) شناگر اهل ژاپن است.